# Резеда
Резеда (лат. Reseda), номинотипски род фамилије Resedaceae, обухвата мирисне зељасте биљке ситних, неугледних цветова. Природни ареал распрострањења врста овог рода простире се у области Средоземља и Средњег истока. Род обухвата око 65 врста, од којих већина природно расте у Средоземљу, а четири (уједно и најпознатије) су раширене широм света као коров (Reseda alba, R. lutea, R. luteola и R. phyteuma).

## Опис
Резеде су једногодишње, двогодишње или вишегодишње зељасте биљке, чије су стабљике усправне или устајуће, најчешће мирисне. При дну стабла постоји розета листова, а дуж стабла остатак листова је спирално распоређен. Листови могу бити цели, назубљени или перасто дељени, дугачки до 15 cm, при основи најчешће са 2 залиска. На врху стабла налази се цваст грозд, у којој су појединачни цветови величине до 6 mm. Цветови су зигоморфни, беле, жуте, наранџасте или зелене боје, са 4—8 чашичних и 4—6 круничних листића. Прашника је 10—25, а оплодних листића 3—4. Семених заметака је пуно, кампилотропни су, са 2 интегумента. Плод је чаура. Семе је ситно, јајастог или бубрежастог облика, смеђе боје, са карункулом.

## Употреба
Цветови биљака из рода резеда су неугледни, али веома мирисни, те се резеда узгаја ради освежења простора, употребе сувих цветова у цветним аранжманима или потпурију. Етарско уље резеде користи се у производњи парфема. У Старом Риму резеда се користила као седатив, и за залечење модрица.
Резеда је можда била најпознатија по истоименој боји (резеда боја, или резедо боја), добијаној из корена врсте Reseda luteola. Ову жуту боју су људи добијали још пре 1. миленијума п. н. е. и она је можда најстарија добијена боја. Са почетком 20. века, престала је употреба овако добијене боје, услед појаве јефтинијих синтетичких жутих боја на тржишту.

## Систематика
Род резеда је централни у фамилији, и дуго се сматрао монофилетским. Међутим, према резултатима молекуларне систематике неколико родова ове фамилије (Ochradenus, Oligomeris и Randonia) се може укључити у оквире рода Reseda. Традиционално, род се дели на 6 секција на основу морфолошких и цитогенетичких података:
род 
секција 
секција 
секција 
секција 
секција 
секција 